# Oh ! Chéri chéri...
Pour les articles homonymes, voir Chéri.
Oh ! Chéri chéri... est une chanson sortie en 1982 et interprétée par Karen Cheryl. 

## Présentation
La chanson est sortie en 1982 sur maxi 45 tours sous le label Disques Ibach.
Version française de la chanson Made in Italy produite par Ricchi e Poveri, elle s’est vendue à plus de 500 000 exemplaires et a atteint la 30e position des ventes de disques au cours de l’année 1982.

## Certification
- Disque d'or